# ホワイトサポテ
ホワイトサポテ（シロサポテ、学名:Casimiroa edulis）はミカン科カシミロア属の常緑高木、またはその果実である。
メキシコ産の果物ブラックサポテ（学名:Diospyros nigra）は、名前は似ているがカキノキ科の植物である。

## 概要
アメリカ大陸原産の果樹でメキシコの高地から中央アメリカに掛けて分布している。亜熱帯性の果樹で、葉は羽状複葉で、小葉は卵形から披針形（品種によっては葉の形は観葉植物のパキラに似る）。果実の形状は柿に似て比較的大きな種が5個入っている事が多いが、完熟しても柿のように赤くならず緑色から薄い黄色をしている。完熟した果実は非常に甘いが種類によっては苦味がある。ホワイトサポテの果実の概観はバンレイシ科のバンレイシやチェリモヤに似ており、果肉もバンレイシ科の果実と同じ白いクリーム状の果肉を持っている。食味と食感もバンレイシ科の果実と酷似するが、バンレイシ科は目の異なるモクレン目の植物である。

## 栽培と利用

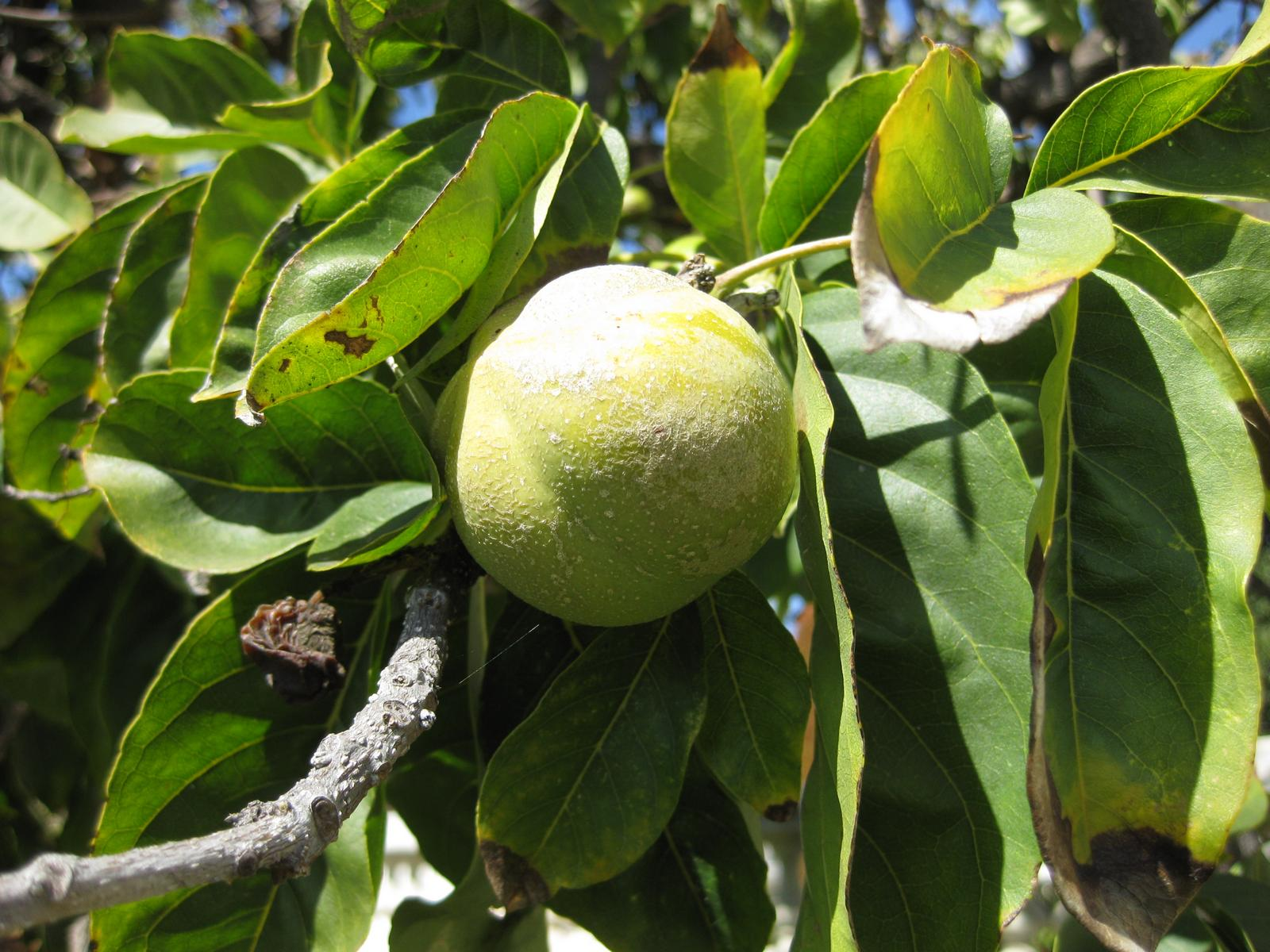
ホワイトサポテの果実

日本においてこの植物が本格的に試験導入されたのは1980年代に和歌山県果樹園芸試験場〔現在は「和歌山県農林水産総合技術センター果樹試験場」に改称〕で約40品種が研究栽培されたが、現在は研究が終わって当該試験場ではホワイトサポテは栽培されていない。
日本国内では沖縄・鹿児島・和歌山などで商用栽培されている品種が何種類かあるが、完熟後の果実の日持ちがしない為、流通量は少ない。また実生苗では先祖帰りして開花しなかったり品質が劣る可能性が高いため、通常は取り木や実生苗を台木として増やしたい品種の枝を接木して増殖する。
日本国内で栽培すると晩秋から早春に花芽が形成される為、亜熱帯以外の地域では果実の収穫を確実にする為、冬季の落葉を防ぐための保温・加温が必要となる（成木は氷点下にも耐えるが5度以下で強い風に当たると落葉しやすくなる。栽培の適地としては最低気温が－2度位までで強い風が当たらない場所が適している。尚、幼木は霜に当たると枯れるので注意が必要）。

葉、樹皮、種子からの抽出物は長年メキシコにおいて鎮静剤や精神安定剤として用いられてきた他、コスタリカでは葉を煎じたものが糖尿病治療薬として用いられている。しかし、これらの作用に明確な科学的根拠は報告されておらず、当該地域においても医師や薬剤師による公式な使用には至っていない。種子、根、樹皮などに含まれる成分として、edulitin, edulein, edulinine, casimiroin, zapoterin, zapotin（ザポチン）, zapotinin, casimirolid, deacetylnomilin, 7-a-obacunolが、葉と枝に含まれる成分としては isoplimpinellin, n-hentriacontaneが報告されている。
これらの成分のうち、ザポチンについて以下のような作用が報告されている。
・結腸癌由来細胞株における発育阻害作用
・マウスにおける皮膚腫瘍の形成阻害作用

・子宮頸癌由来細胞株の発育に対するPKCε依存的な抑制作用

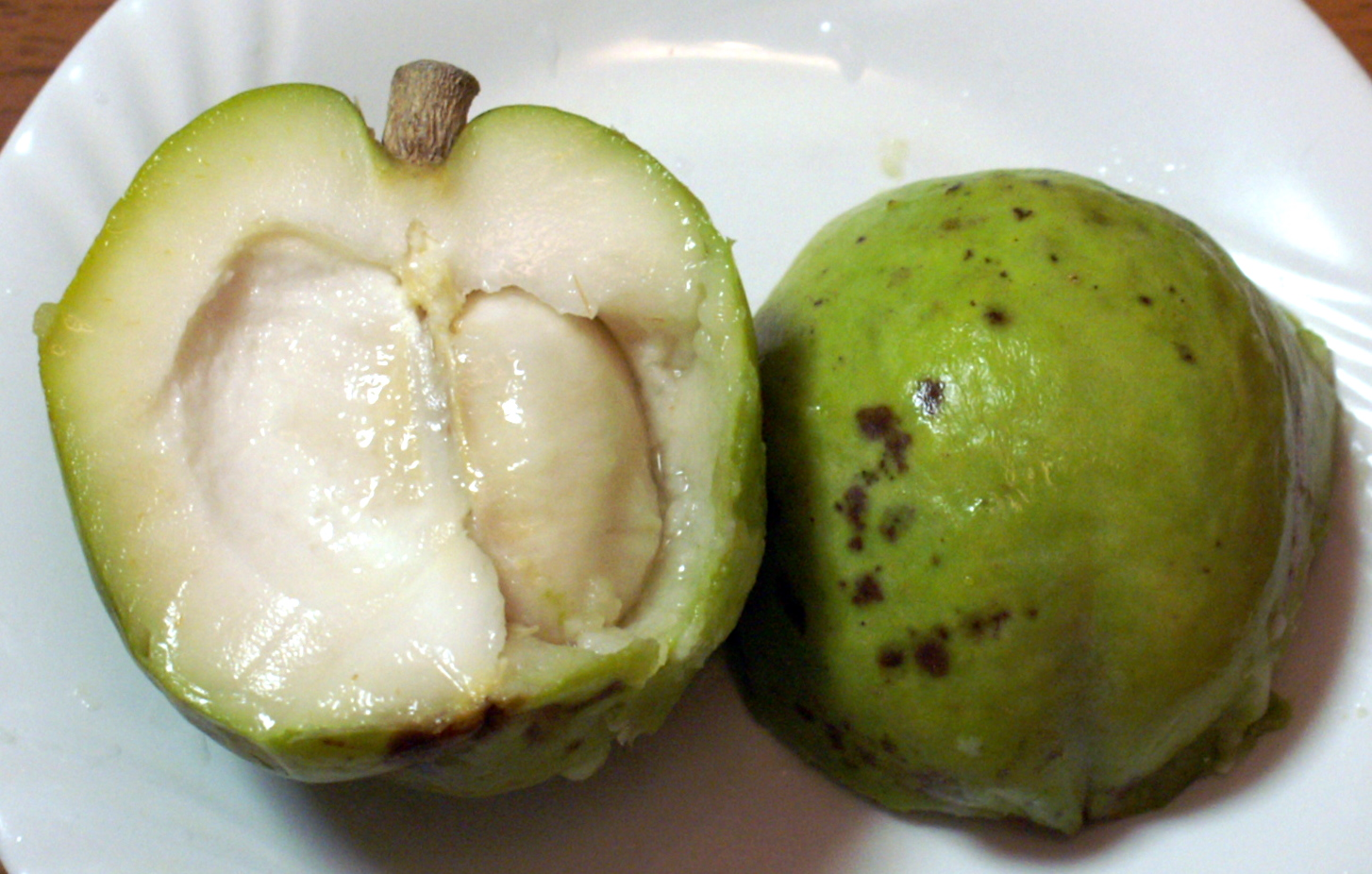
果実の構造

## 品種
自家受粉するが、品種によっては花粉の無いものもある。受粉樹として花粉のある品種と混植が必要な場合がある。
- バーノン
- クシオ
- グエン
- スーベール